# Combat de la Touche
Chouannerie
Batailles
Le combat de La Touche a lieu le 24 février 1794, pendant la Chouannerie.

## Déroulement
Ce combat est rapporté dans les mémoires de l'officier chouan Toussaint du Breil de Pontbriand qui le place à la date du 24 février 1794. D'après son récit, les républicains de Fougères sont informés ce jour-là de la présence des chouans au village de La Touche, à l'ouest du bourg de Landéan,,. Guidée par des patriotes, une colonne sort de Fougères pendant la nuit, espérant les prendre par surprise,,. Les chouans se retranchent dans les maisons et résistent une heure, avant de tenter une sortie,,. La plupart réussissent à se sauver mais dix d'entre eux, dont un chef, le capitaine Bouéton, fils d'un vitrier de Fougères, sont tués,,.